# Dipodascaceae
Famille
Les Dipodascaceae sont une famille de levure de l'ordre des Saccharomycetales. Selon l’esquisse des Ascomycota de 2007, la famille comprend quatre genres ; cependant, le placement de Sporopachydermia et de Yarrowia est incertain. Les espèces de la famille ont une large distribution et se retrouvent dans les tissus végétaux en décomposition ou sont des organismes de dégradation dans le secteur agroalimentaire.

## Genres
- Dipodascus
- Galactomyces
- Geotrichum
- Saprochaete
- Sporopachydermia
- Yarrowia

## Source de la traduction
- (en) Cet article est partiellement ou en totalité issu de l’article de Wikipédia en anglais intitulé « Dipodascaceae » (voir la liste des auteurs).